# エコーメイト

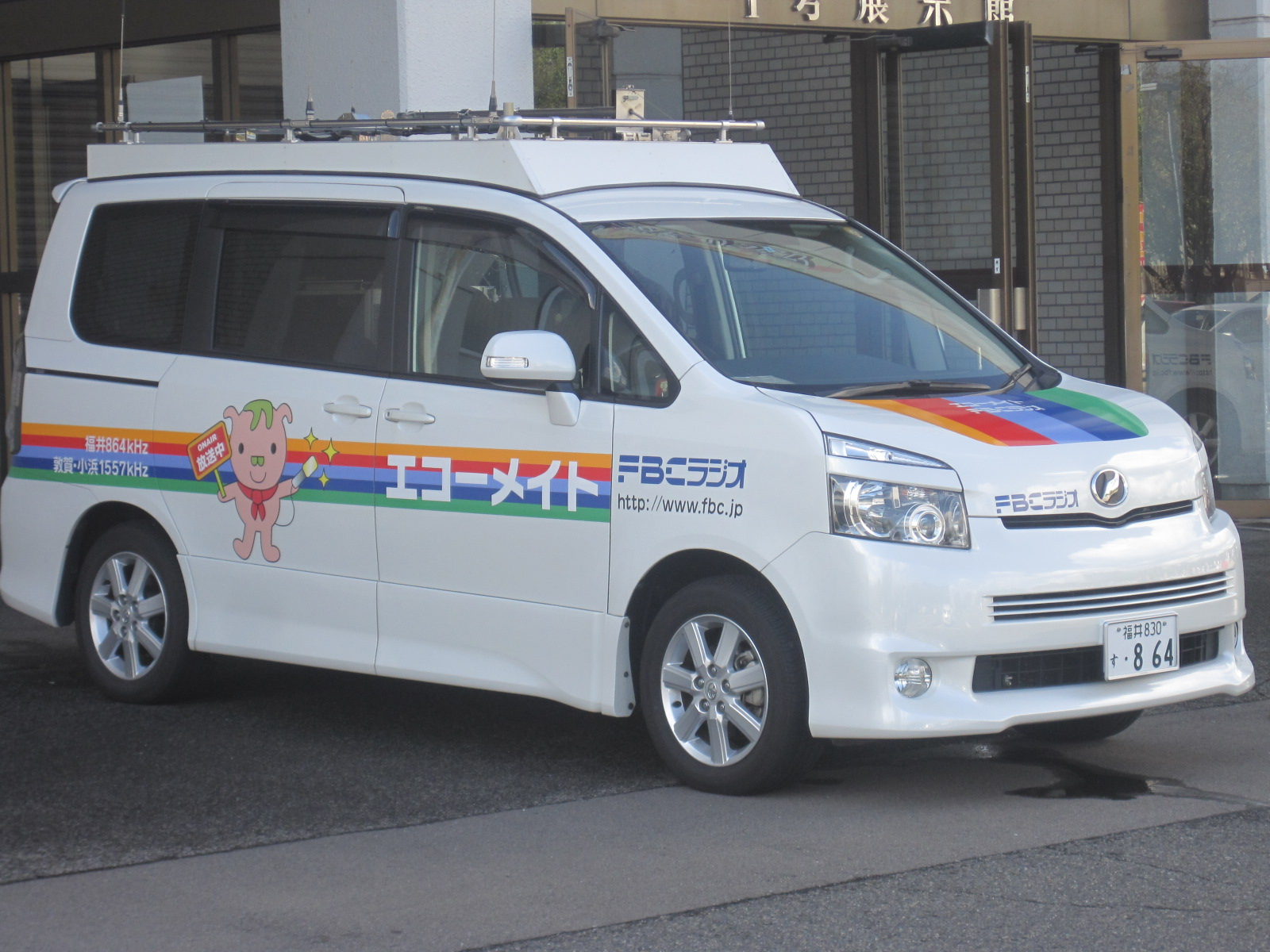
エコーメイト（トヨタ・ヴォクシー、ロゴ変更前）

エコーメイトとは、福井放送 (FBC) が所有するラジオカーの名称である。
エコーメイトの愛称は一般公募で決められたもので、1984年（昭和59年）に初代エコーメイトが導入され、現在は4代目。初代リポーターはつづろゆうこ。

## 概要
FBCラジオで『良ーいドン!!』『午後はとことん よろず屋ラジオ』『ちゅんちゅんサタデー』『FBCラジオ土曜スペシャル』等のワイド番組内で中継を行う際に使用される。
福井県内の商店・施設・イベント会場から中継する。エコーメイトには通例男性ディレクターとリポーター2人が乗り込む。
現在のエコーメイトは、トヨタ自動車製のヴォクシーが使用されている。また、ナンバーはFBCラジオの周波数にちなんで864。
2014年（平成26年）1月にFBCのロゴ変更に伴い、FBCのシンボルマークが大きく書かれた物に変更されている。

## 現在のエコーメイトリポーター
- 加藤直也（月・水・木・金）
- 岩本紀美子（土）
- 柄田百花（火）

まれにラジオカーを使用しない中継にも出演することがある。

## 過去のエコーメイトリポーター
- つづろゆうこ
- ケイ（本名：山崎啓子、2006年4月 - 2010年3月）
- 田中みゆき（2008年4月 - 2010年）
- 中村天雀